# Plectrocarpa rougesii
Plectrocarpa rougesii là một loài thực vật có hoa trong họ Zygophyllaceae. Loài này được Descole, O'Donell & Lourteig miêu tả khoa học đầu tiên năm 1939.